# Монтальво-и-Амбулоди, Франсиско
Франсиско Хосе Монтальво-и-Амбулоди Арриола-и-Касабант Вальдеспино (исп. Francisco José Montalvo y Ambulodi Arriola y Casabant Valdespino, 1754—1822) — испанский военный, колониальный администратор и политик.

## Биография
Родился в 1754 году в Гаване, был креолом. В юности вступил в армию, служил в Южной Америке и на Санто-Доминго. В 1795 году получил звание бригадного генерала.
После того, как Новая Гранада восстала против испанской власти, он получил 30 мая 1813 года титул «высшего политического правителя» (исп. jefe político superior) Новой Гранады (по Конституции 1812 года титул «вице-короля» был упразднён) и сделал своей базой остававшуюся в руках роялистов Санта-Марту, куда прибыл 2 июня 1813 года на бриге «Эль Борха». В 1815 году был произведён в генерал-лейтенанты. После того, как высадившийся в Санта-Марте экспедиционный корпус под командованием Пабло Морильо восстановил испанскую власть в Новой Гранаде, 16 апреля 1816 года Франсиско Хосе Монтальво получил титул вице-короля Новой Гранады (восстановленный в результате реставрации абсолютистского правления).
В 1818 году он передал пост вице-короля Хуану Хосе де Самано-и-Урибарри и вернулся в Испанию, где стал депутатом Кортесов.
Был кавалером Ордена Сантьяго.